# Браунс Милс (Њу Џерзи)
Браунс Милс (енгл. Browns Mills) насељено је место без административног статуса у америчкој савезној држави Њу Џерзи.

## Демографија
По попису из 2010. године број становника је 11.223, што је 34 (-0,3%) становника мање него 2000. године.
| Група             | 2000.         | 2010.         |
| Белци             | 6.752 (60,0%) | 6.755 (60,2%) |
| Афроамериканци    | 2.568 (22,8%) | 2.320 (20,7%) |
| Азијати           | 419 (3,7%)    | 393 (3,5%)    |
| Хиспаноамериканци | 1.052 (9,3%)  | 1.336 (11,9%) |
| Укупно            | 11.257        | 11.223        |